# アジムス
アジムス（Azymuth）は、ブラジルのジャズ・ファンク、フュージョン・トリオ。
代表曲にNHK-FMで放送された『クロスオーバーイレブン』のテーマ曲として有名な「Fly over the Horizon」（アルバム『ライト・アズ・ア・フェザー』に収録）がある。

## バイオグラフィ
1973年、リオデジャネイロにて、ジョゼ・ホベルト・ベルトラミ（José Roberto Bertrami、キーボード）、アレックス・マリェイロス（Alex Malheiros、ベース、ギター）、イヴァン・コンチ（Ivan Conti、ドラム）によって結成される。結成当時は「Azimuth」と綴っていた。なお、ブラジルポルトガル語読みすると｢アジムチ｣となる。
トリオとしてのイメージが強いが、最初期はパーカッショニストを加えた4人編成で活動していた事もあり、デモ・レコーディング音源、ファースト･アルバムは4人で製作している。
1975年にセルフタイトルのファースト・アルバムを発表し、1977年に現在のスペル表記に変え、セカンド・アルバム『涼風』を発表。ブラジル出身のアイアート・モレイラ、フローラ・プリム夫妻やサラ・ヴォーン等のジャズ・フュージョン系ミュージシャンと3人が別々に、または一緒に参加しブラジル国外でも名を上げていく。
1979年にアメリカのファンタジー・レコード傘下にあったマイルストーン・レコードとワールド・ワイド契約しアルバム『ライト・アズ・ア・フェザー』を発表、タイトルはベルトラミが敬愛するピアニスト、チック・コリア主宰の「リターン・トゥ・フォーエヴァー」の曲である。また、収録曲「Jazz Carnival」がヒット。日本ではNHK-FM放送の番組『クロスオーバーイレブン』に「Fly over the Horizon （Vôo Sobre O Horizonte）」が、翌1980年に発表のアルバム『オウトゥブロ』のタイトル曲と共にテーマ曲として使用され人気を博す。なおこの2つのアルバムの版権はフランスのプロダクションに売却され、アメリカのブラック・サンが配給している。
1989年発表のアルバム『キャリオカ』を最後にベルトラミが一度離れる。またレコード会社をエニグマ・レコードへ変更し2枚のアルバムを発表。1994年にベルトラミが復帰した。
1990年代以降、クラブ・シーンにおいて重宝されるようになり、イギリス・ロンドンのレーベル、ファー・アウトに移籍する。
2012年7月8日、ベルトラミがリオデジャネイロで死去。66歳没。
2023年4月17日、イヴァン・コンチが死去。76歳没。
コンチ没後、ドラムはサポート･プレイヤーが担当。

## ディスコグラフィ

### アルバム
- 『アジムス』 - Azimuth (1975年、Som Livre)
- 『涼風』 - Aguia Não Come Mosca (1977年、Atlantic)
- 『ライト・アズ・ア・フェザー』 - Light as a Feather (1979年、Milestone) ※旧邦題『ジャズ・カーニバル』
- Live at the Copacabana Palace (1979年、Isis)
- 『オウトゥブロ』 - Outubro (1980年、Milestone) ※旧邦題『ディア・プレリュード』
- 『キャスケイズ』 - Cascades (1982年、Milestone)
- 『テレコミュニケイション』 - Telecommunication (1982年、Milestone)
- 『ラピッド・トランジット』 - Rapid Transit (1984年、Milestone)
- 『フレイム』 - Flame (1984年、Milestone)
- 『スペクトラム』 - Spectrum (1985年、Milestone)
- 『タイトロープ・ウォーカー』 - Tightrope Walker (1986年、Milestone)
- 『クレイジー・リズム』 - Crazy Rhythm (1987年、Milestone)
- 『キャリオカ』 - Carioca (1988年、Milestone)
- 『トゥドゥ・ベン』 - Tudo Bem (1989年、Intima)
- 『大地の子供たち』 - Curumim (1990年、Intima)
- Volta a Turma (1991年、West Wind Latina)
- 21 Anos (1994年、Spotlight Records)
- Carnival (1996年、Far Out)
- Woodland Warrior (1998年、Far Out)
- Pieces of Ipanema (1999年、Far Out)
- Before We Forget (2000年、Far Out)
- 『パルチド・ノヴォ』 - Partido Novo (2002年、Far Out)
- 『ブラジリアン・ソウル』 - Brazilian Soul  (2004年、Far Out)
- 『ピュア (ベスト・オブ・ファー・アウト・イヤーズ 1995-2006)』 - Pure: The Far Out Years 1995-2006 (2006年、Far Out) ※コンピレーション
- 『バタフライ』 - Butterfly (2008年、Far Out)
- 『オーロラ』 - Aurora (2011年、Far Out)
- 『フェニックス』 - Fênix (2016年、Far Out)
- 『デモ・トラックス 1973-75 VOL.1&2』 - Demos (1973-1975), Vol. 1 & 2 (2019年、Far Out) ※デモ音源集
- 『マルカ・パッソ』- Marca Passo (2025年、Far Out)